# 尾道市立向東小学校
尾道市立向東小学校（おのみちしりつ むかいひがししょうがっこう）は、広島県尾道市向東町にある公立小学校。
東隣に尾道市立向東中学校が隣接している。また、尾道市立向東幼稚園を併設する。

## 沿革
- 1873年（明治6年） - 3箇所の寺子屋を統合し、小学謙光舎が開校。
- 1873年（明治6年） - 向島東小学と改称。
- 1876年（明治9年） - 古江・歌に分校を設置。
- 1881年（明治14年） - 大町に分校を設置。
- 1886年（明治19年） - 大町分校・歌分校を統合し、向島東尋常小学校と改称。
- 1888年（明治21年） - 古江分校を統合。
- 1902年（明治35年） - 高等科を併置し、向島東尋常高等小学校と改称。
- 1941年（昭和16年） - 向島東国民学校と改称。
- 1947年（昭和22年） - 向島東村立向島東小学校と改称。校地内に向島東村立向島東中学校を併設。
- 1954年（昭和29年） - 御調郡向島東村が町制施行したのに伴い、向東町立向東小学校と改称。
- 1970年（昭和45年） - 御調郡向東町が尾道市へ編入されたのに伴い、尾道市立向東小学校と改称。
- 1974年（昭和49年） - 創立百周年記念式典を挙行。

## 通学区域
- 尾道市
  - 向東町

卒業生は基本的に尾道市立向東中学校へ進学する。通学区域の詳細は通学区域一覧を参照。

## 周辺
- 尾道市立向東中学校
- 尾道市向東支所
- 向島東郵便局
- 広島県道377号向島循環線

## アクセス
- おのみちバス 向東支所前にて下車